# 브렌트 스파이너
브렌트 스파이너(Brent Spiner, 1949년 2월 2일 ~ )는 미국의 배우이다.

## 출연 작품
- 스타트렉7
- 스타트렉9 : 최후의 반격